# Ålesund
Ålesund (/ˈôːləsʉn/ ) est une commune norvégienne du comté de Møre og Romsdal. Elle compte 58 422 habitants en 2024.
Ålesund est un important port de pêche sur la mer de Norvège, à 230 km au nord-est de Bergen. La ville est renommée pour son architecture de style art nouveau (ou Jugendstil).

## Géographie
Ålesund est située sur un archipel, dont elle occupe trois des îles extérieures occidentales, Hessa, Aspøya et Nørvøya, qui entourent un port pittoresque. Fondée en 1824, la ville est le débouché maritime du Sunnmøre et un important port de pêche aux harengs.
Ålesund est proche des fjords Hjørund et Geiranger, très touristiques.
Ålesund est un port d'escale pour les navires de passagers et de fret voyageant entre Bergen, Kingston-upon-Hull, Newcastle, Hambourg et Trondheim. La ville est également une escale de l'Hurtigruten, route côtière quotidienne assurant la liaison entre Bergen et la pointe nord de la Norvège au moyen de paquebots rapides (express côtiers).

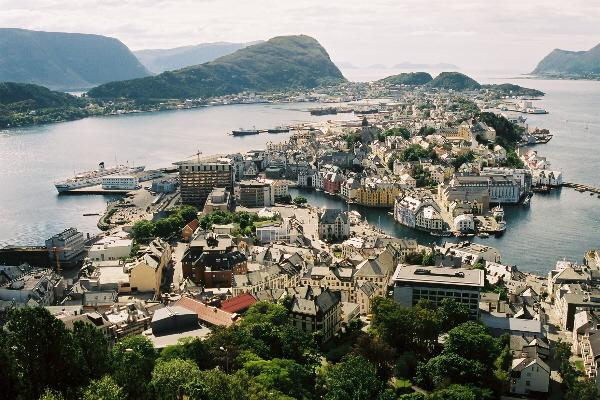
La péninsule d'Ålesund en 2003.

## Histoire
Un peu au sud de la ville, se trouvent les ruines du château du renommé Hrolf Ganger, plus connu sous le nom de Rollon, fondateur, au IXe siècle, de la dynastie des ducs de Normandie, et signataire du traité de Saint-Clair sur Epte avec le roi de France Charles le Simple. Il était le fils de Rognevald, un jarl (comte) de la région. Sa statue se trouve à Ålesund. Cette statue a été offerte à la ville norvégienne par la ville de Rouen lors de la célébration du millénaire normand en 1911. C'est une reproduction de l’œuvre du sculpteur rouennais Arsène Letellier. L'artiste, selon l'écrivain Roger Vercel dans son roman Au large de l'Eden, aurait donné à Rollon les traits de Gustave Flaubert.
Comme beaucoup de villes norvégiennes, la plupart des bâtiments d'Ålesund étaient édifiés en bois. Et, comme nombre d'entre elles, elle était la proie d'incendies fréquents. Le 23 janvier 1904, un incendie, dont les flammes furent attisées par un vent violent, détruisit quasiment toute la ville, que les habitants durent fuir en pleine nuit et dans l'urgence extrême. Huit cent maisons furent réduites en cendres et dix mille personnes se retrouvèrent sans abri. La France y dépêcha le Cassini pour aider les habitants.
À la suite de cette catastrophe, la construction de maisons en bois fut interdite et les rues furent élargies à 12,50 m.
L'empereur d'Allemagne Guillaume II, qui passait souvent ses vacances à Ålesund, apprenant la catastrophe qui venait de s'abattre sur son lieu de villégiature, y envoya, à ses frais, plusieurs milliers d'artisans allemands, ainsi qu'une cinquantaine d'architectes, qui reconstruisirent la ville en pierres et briques dans le style alors très à la mode Art nouveau (en allemand, Jugendstil), dont les bâtiments comportent notamment de nombreuses tourelles, flèches et ornementations en façades ; l'ensemble est caractéristique et à peu près unique au monde.

## Sports
Ålesund dispose de différentes infrastructures sportives telles que le Color Line Stadion, stade-résident de l'Aalesunds FK, un club de football évoluant depuis 2003 en Eliteserien, la première ligue norvégienne ainsi que l'Aksla Stadion, datant de 1948 et d'une capacité de 3000 places qui hébergeait le FK Fortuna Ålesund, une équipe de football féminin de devenue en 2020 l'AaFK Fortuna dans l'objectif de fusionner avec Aalesunds FK.

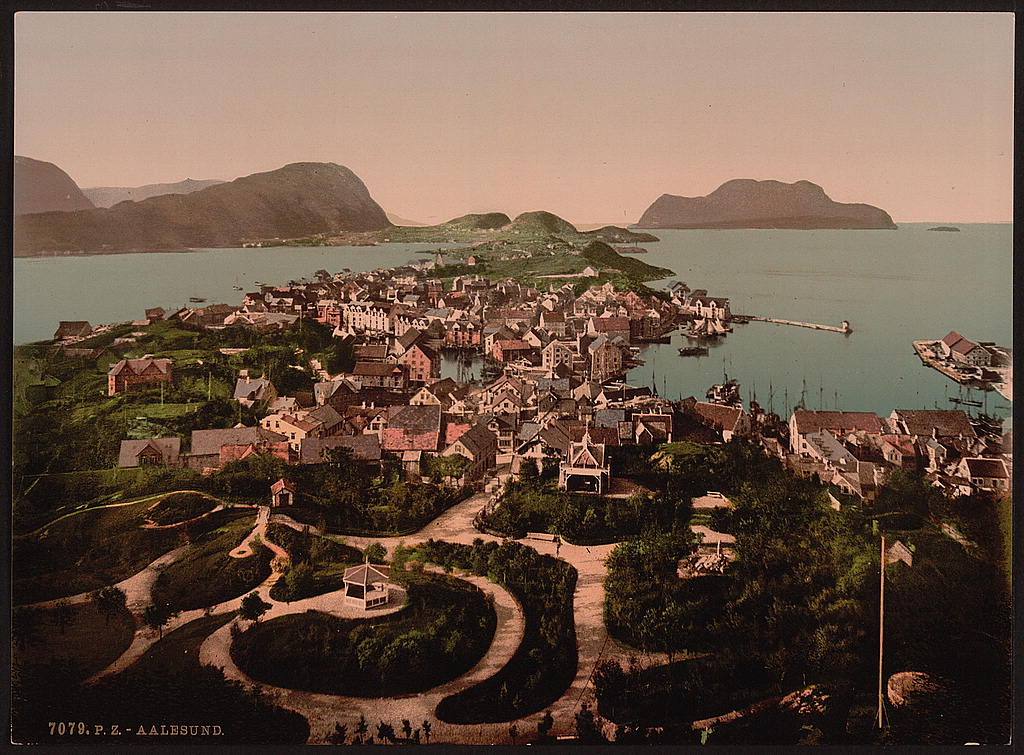
Ålesund au début du XXe siècle, avant l'incendie qui ravagea la ville en 1904.

## Transports
Ålesund possède un aéroport, l'aéroport d'Ålesund-Vigra (code AITA : AES).

## Divers
- À Ålesund, se déroule tous les ans un festival culinaire de spécialités norvégiennes.
- Le Sunnmørsposten est le nom du journal local.
- Depuis 2003, l'équipe locale de football, Aalesunds FK, joue dans la première ligue norvégienne.

## Jumelages
La ville de Ålesund est jumelée avec :
- Västerås (Suède) depuis 1947
- Akureyri (Islande) depuis 1949
- Lahti (Finlande) depuis 1947
- Randers (Danemark)
- Peterhead (Écosse) depuis 1961
- Borgo a Mozzano (Italie)
- Tacoma (États-Unis)
- Eu (France)

## Galerie

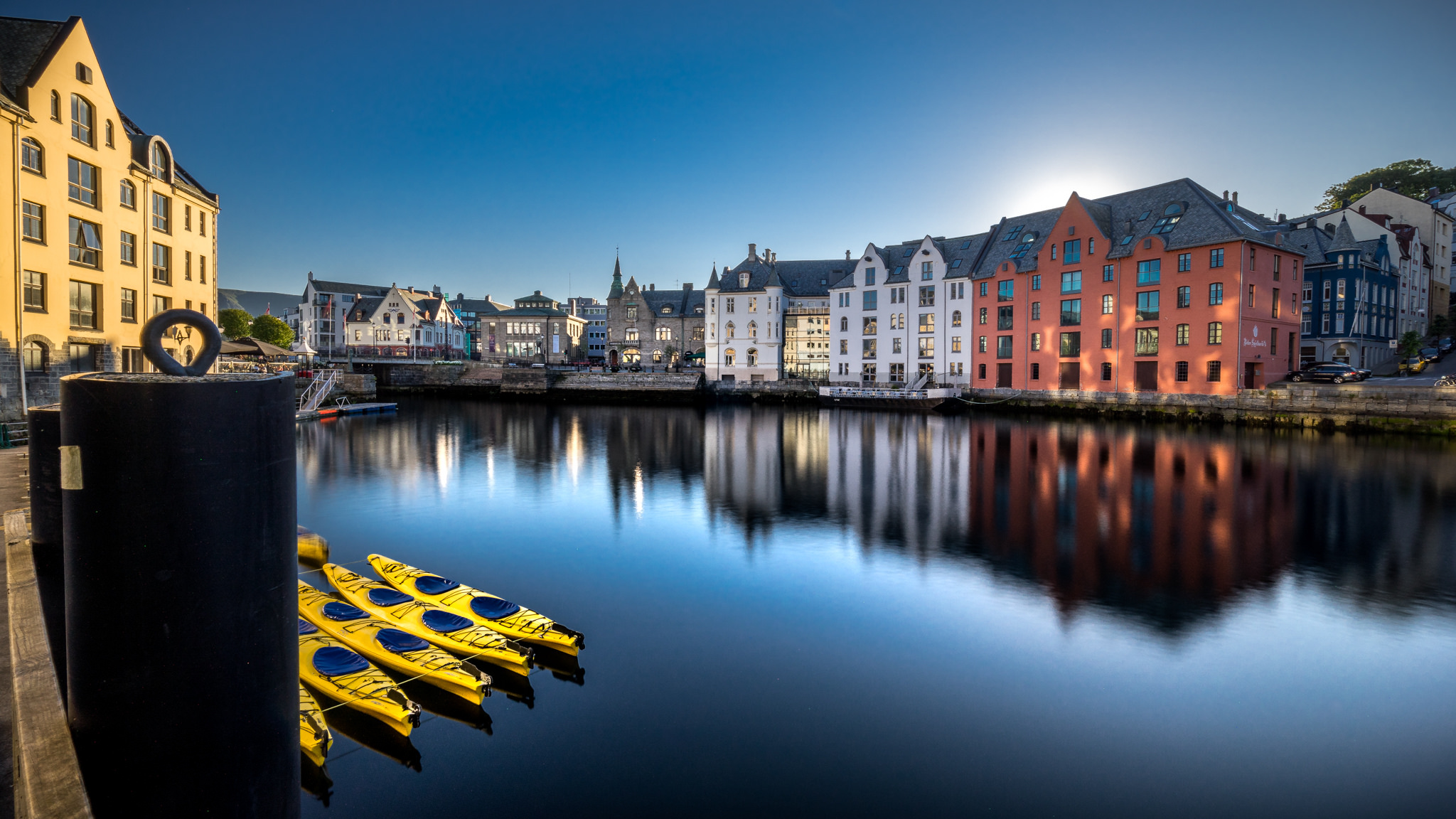
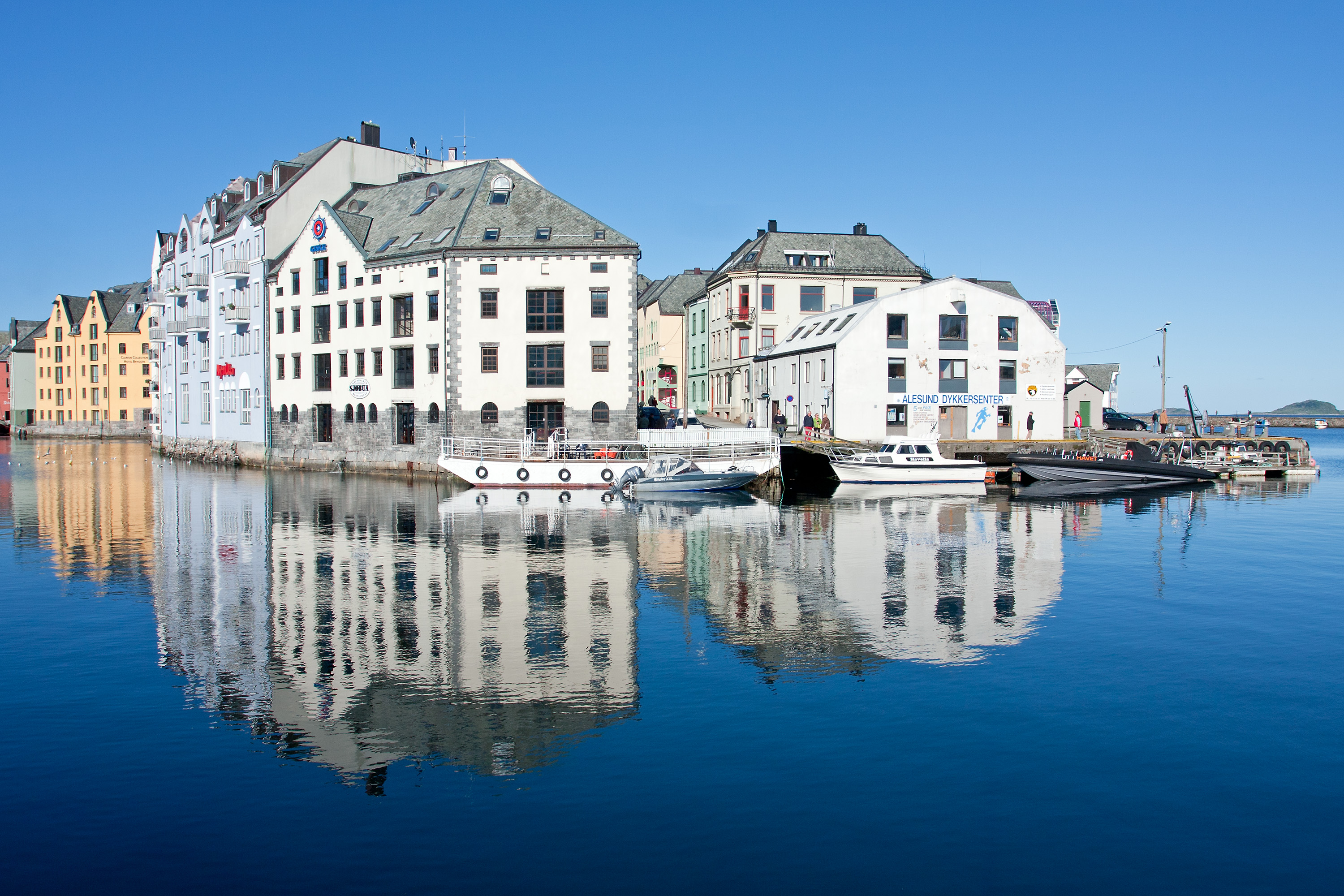
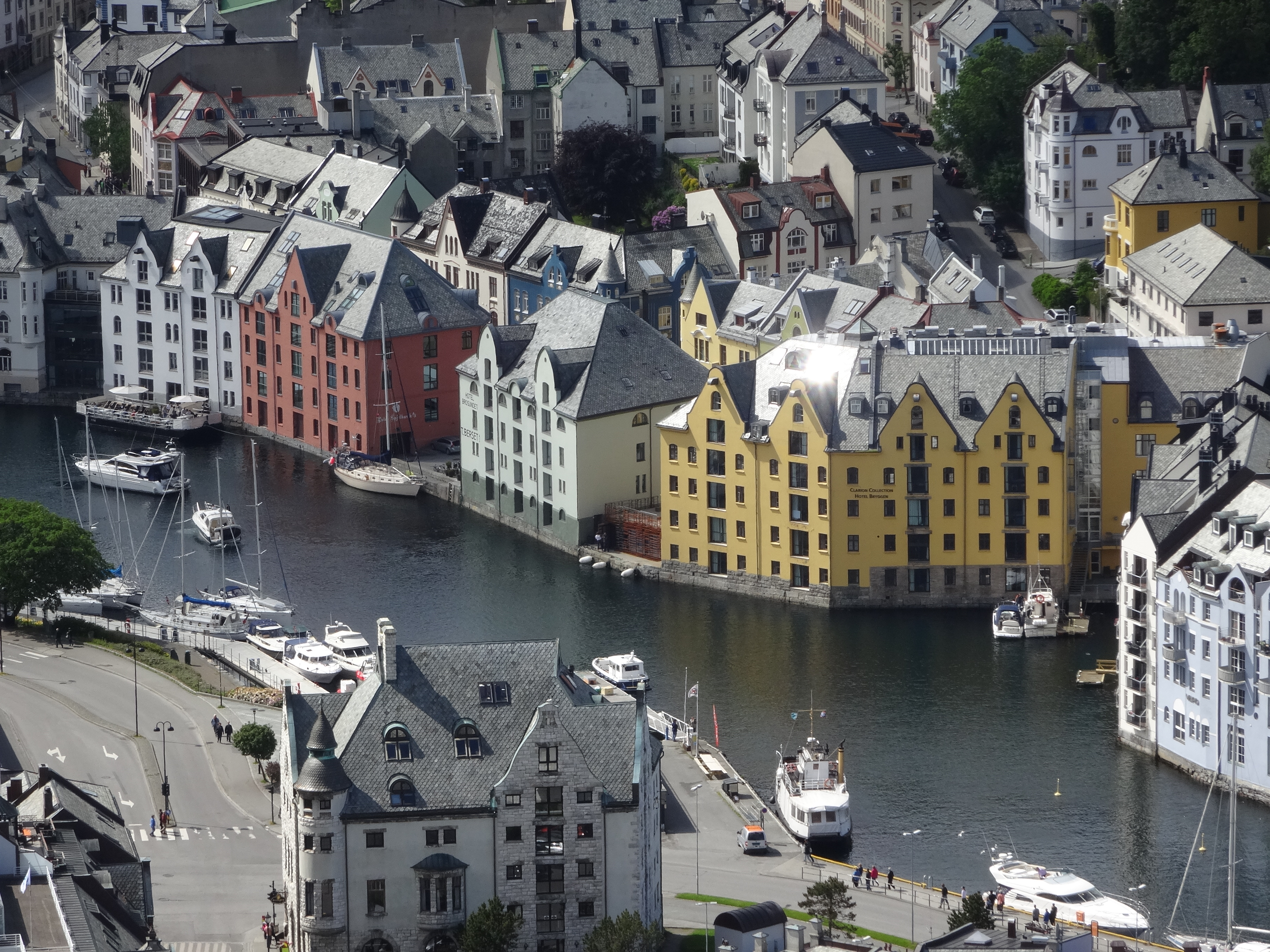
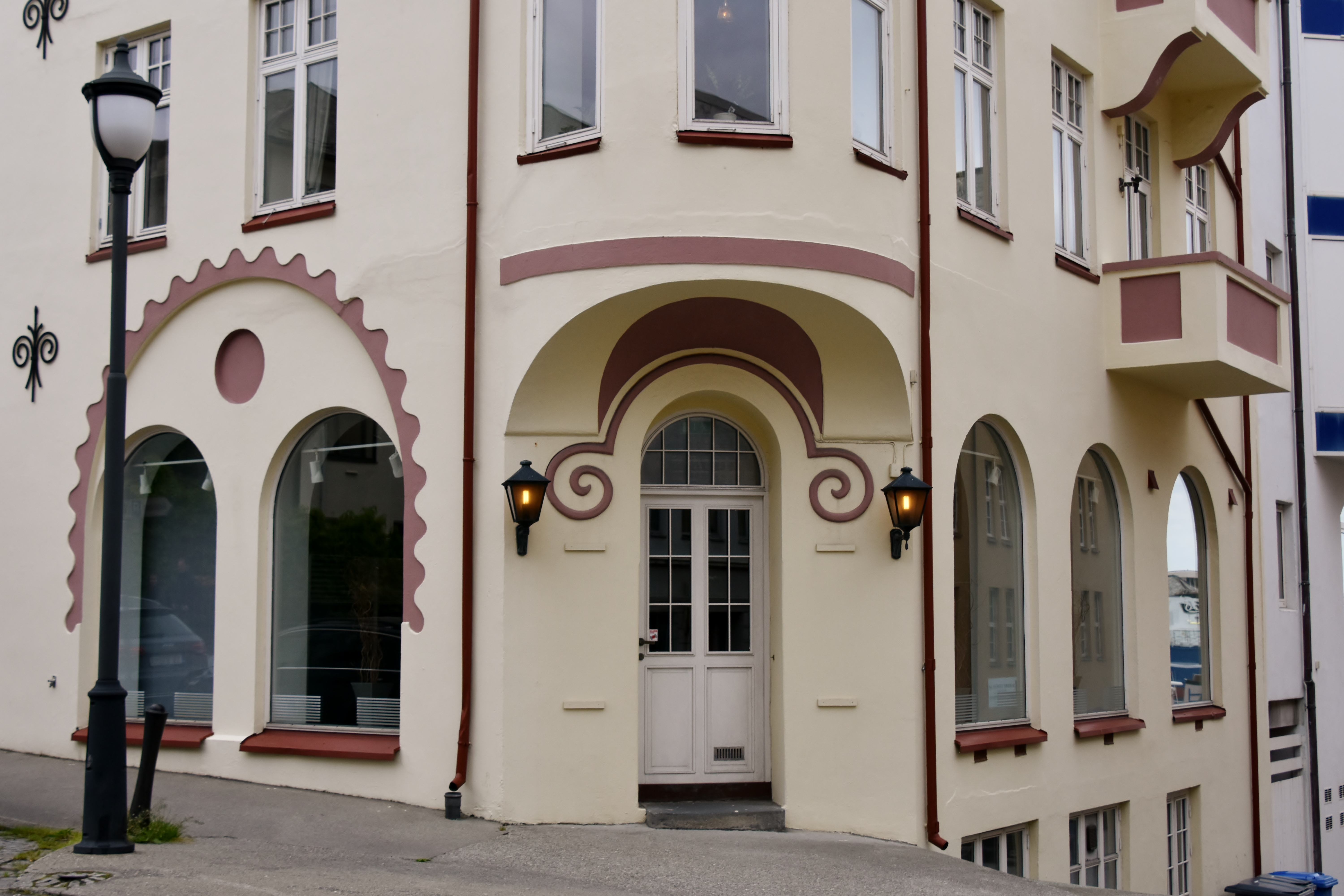
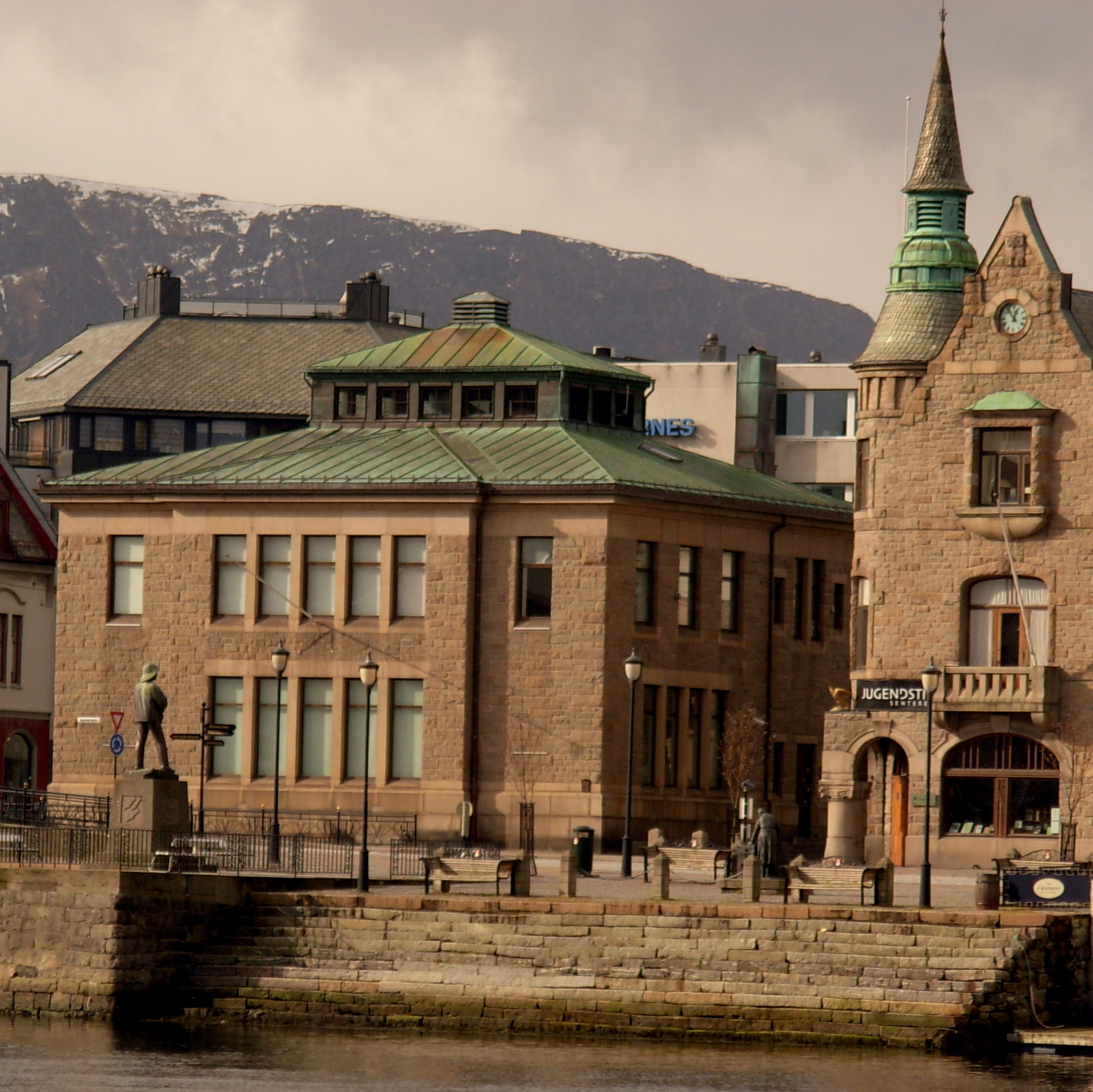
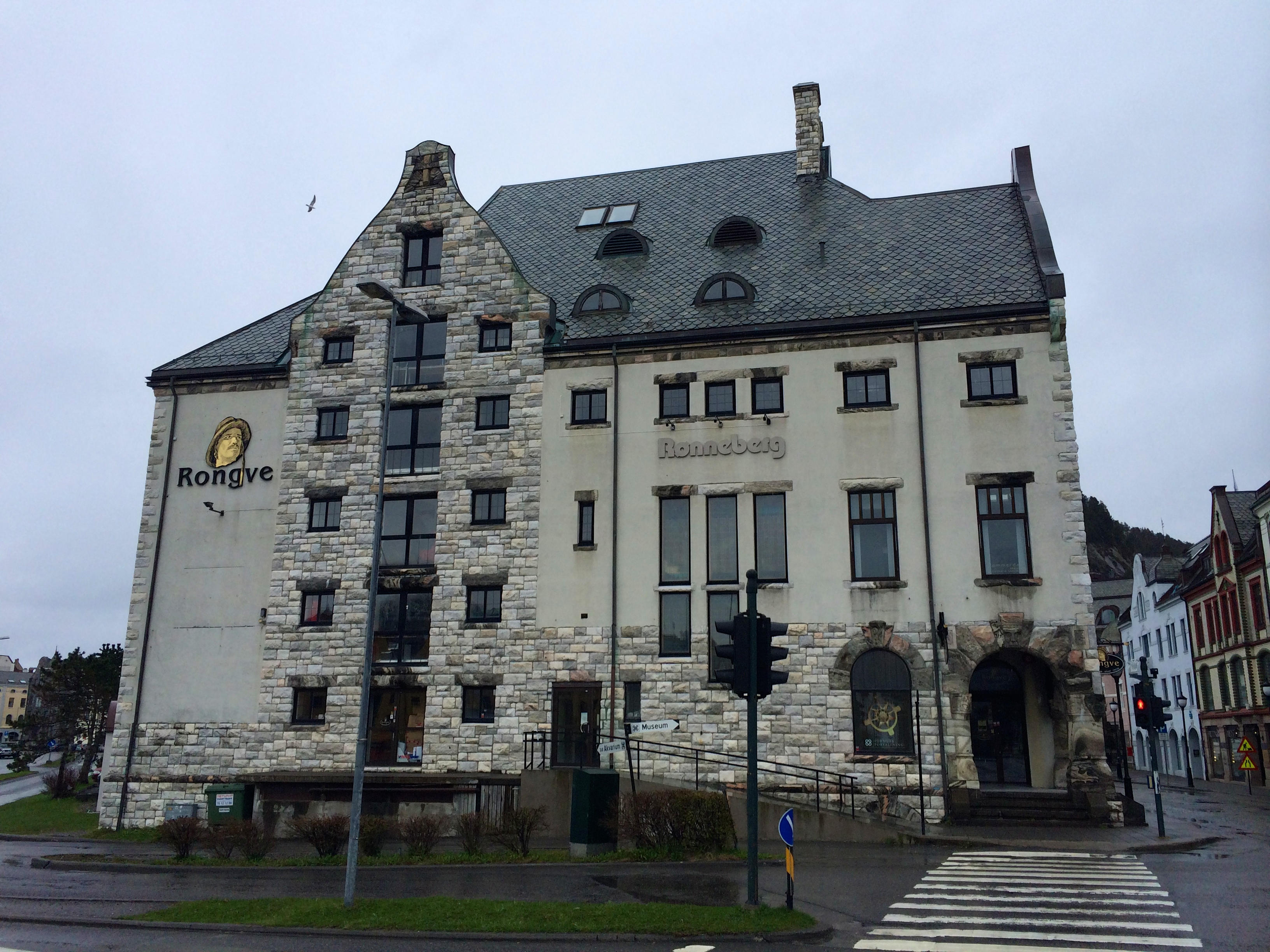
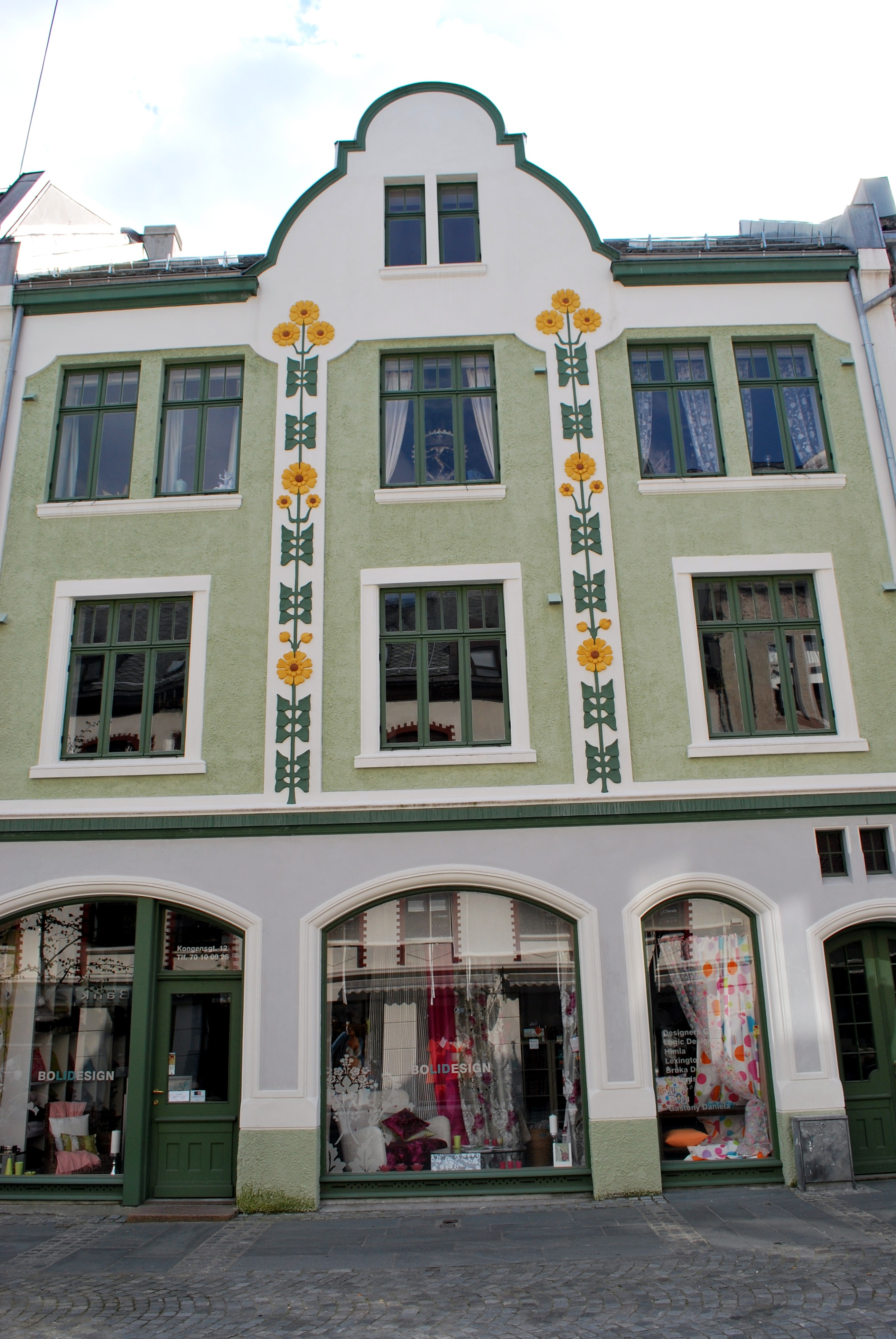
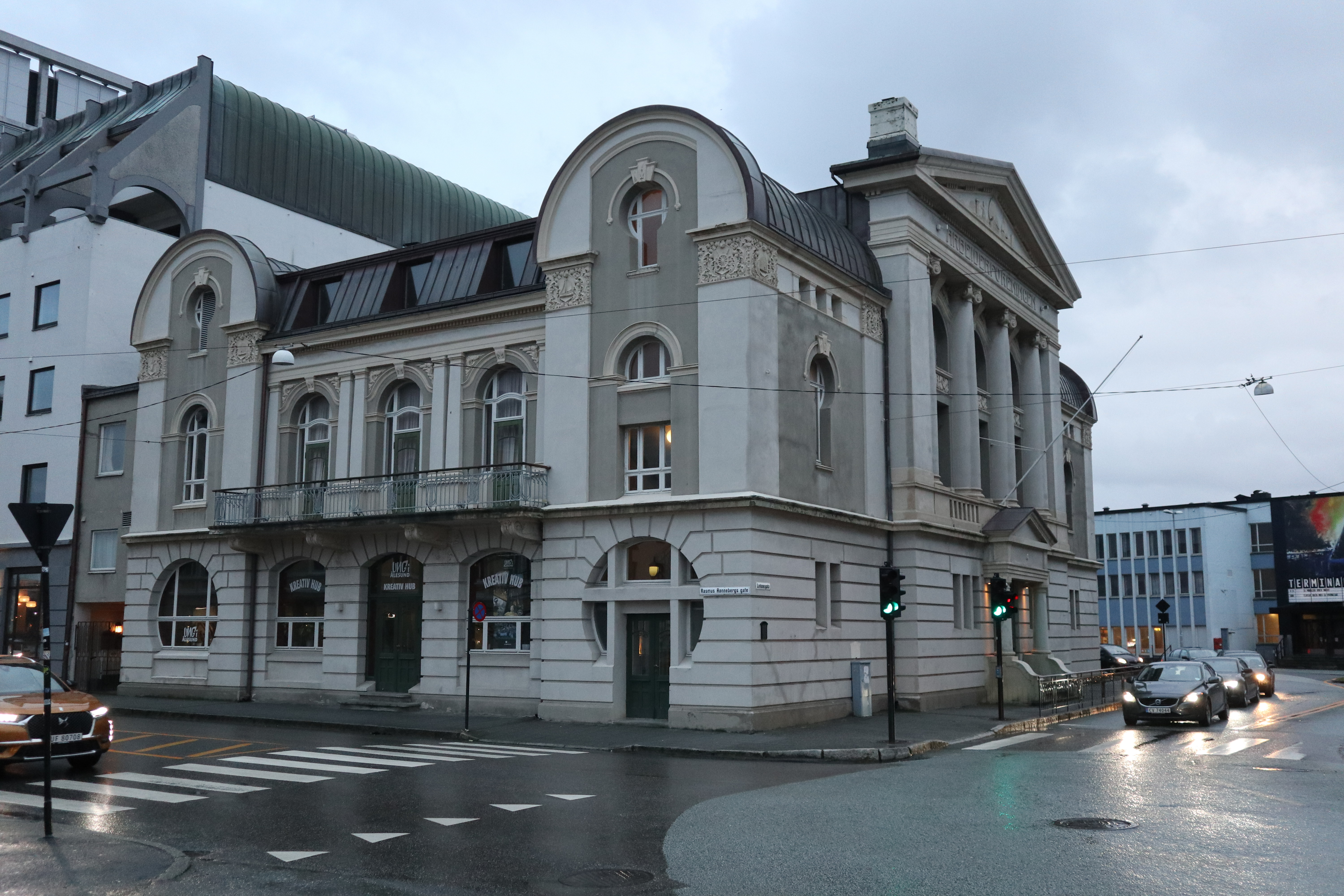
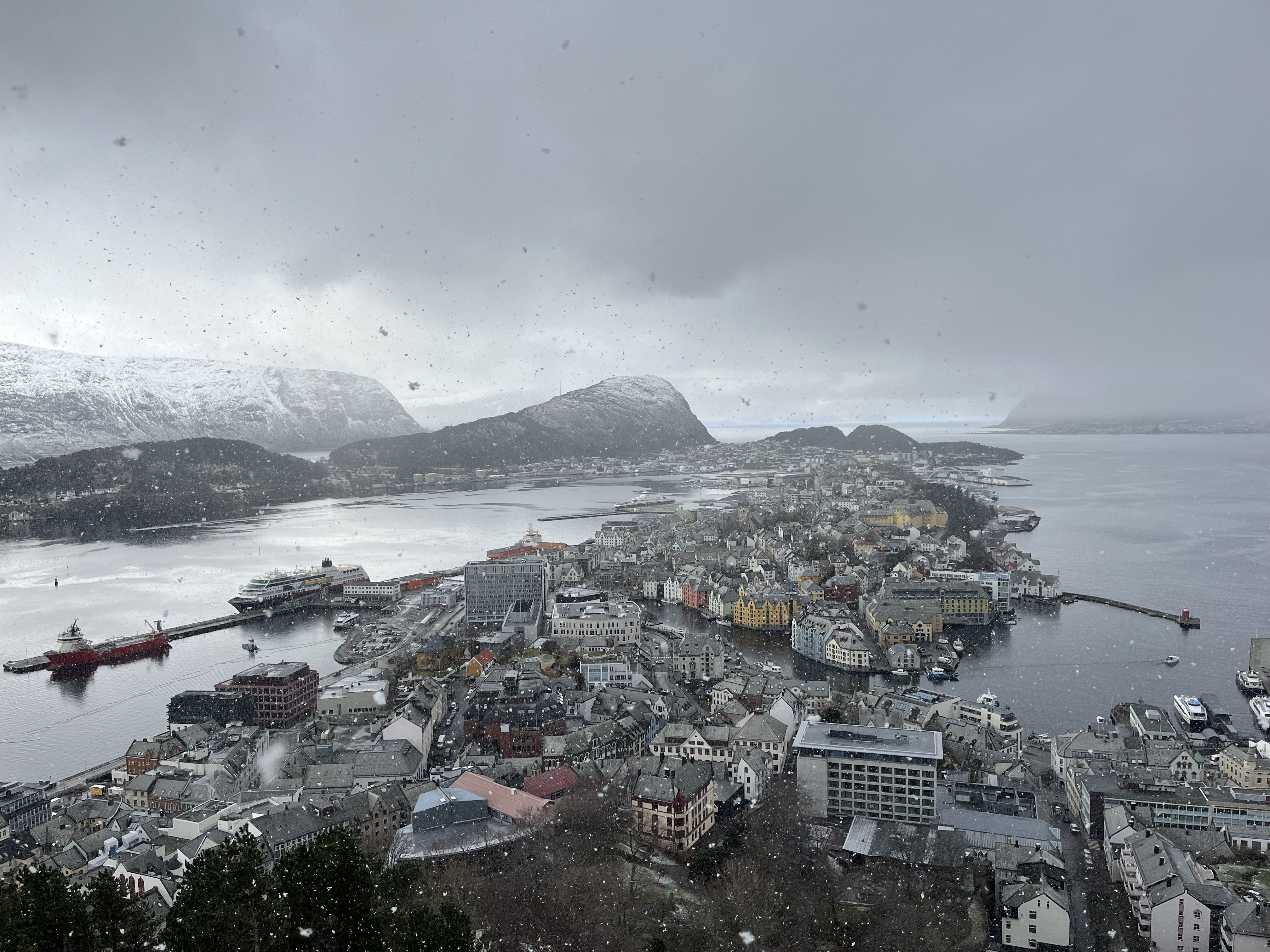